# Tudselilje
Der findes ca. 20 arter inden for slægten Tricyrtis. De findes i Østasien fra Nepal og østpå gennem Kina til Korea, Japan, Taiwan og Filippinerne. Det største antal og den største diversitet findes i Japan. Her omtales kun de arter, som dyrkes i Danmark.
| Arter |

- Bredbladet tudselilje (Tricyrtis latifolia)
- Lodden tudselilje (Tricyrtis hirta)